# شتاين جونسون
شتاين جونسون (بالنرويجية: Stein Johnson)‏ (و. 1921 – 2012 م) هو رامي القرص نرويجي، ولد في برغن، شارك في الألعاب الأولمبية الصيفية 1948، وبطولة أوروبا لألعاب القوى 1946، والألعاب الأولمبية الصيفية 1952، وبطولة أوروبا لألعاب القوى 1950، توفي عن عمر يناهز 91 عاماً.

## جوائز
حصل على جوائز منها:
- الجائزة الفخرية للمهرجان الرياضي  [لغات أخرى]‏ (2006)
- Egebergs Ærespris [الإنجليزية]‏ (2005)
- King's Medal of Merit [الإنجليزية]‏.

## وصلات خارجية
- شتاين جونسون على موقع IMDb (الإنجليزية)
- شتاين جونسون على موقع اللجنة الأولمبية الدولية (الإنجليزية)
- شتاين جونسون على موقع أوليمبيديا (الإنجليزية)

- شتاين جونسون في قاعدة بيانات الأفلام على الإنترنت
- شتاين جونسون  على موقع SportsReference  - سبورتس رفرنس